# Adolf Schirmer

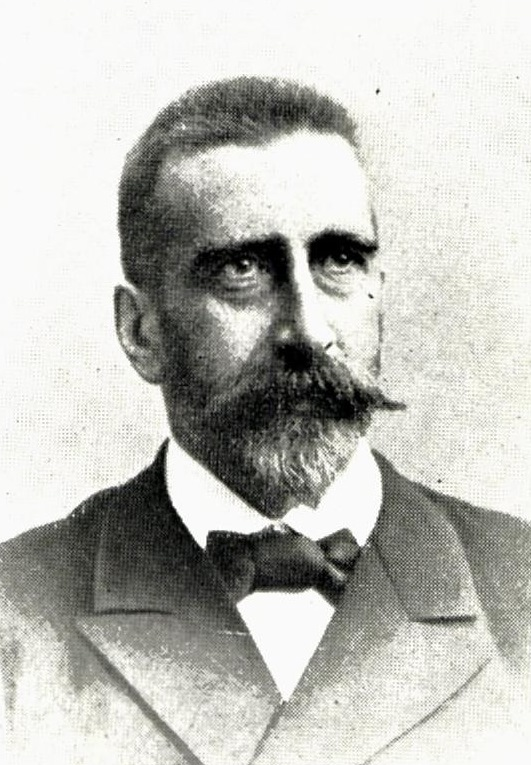
Adolf Schirmer.

Adolf Schirmer, född 1 oktober 1850 i Christiania (Oslo), död den 11 augusti 1930 i Bærum, var en norsk arkitekt, son till  Heinrich Ernst Schirmer och bror till Herman Major Schirmer.
Schirmer studerade i Berlin och Paris. Han ritade konstmuseet och nya tullhuset i Oslo, sparbank i Trondheim med mera. 
Hans hustru (sedan 1878), Hildur Schirmer, född Koch 13 mars 1856 i Braunschweig i Tyskland, död 23 april 1914 i Christiania (Oslo), var sångare och sånglärare.